# Ключ 180
Ключ 180 (иер. 音) со значением «звук», 180 по порядку из 214 традиционного списка иероглифических ключей, используемых при написании иероглифов. Записывается 9 штрихами.
В словаре Канси под этим ключом содержится 43 иероглифа (из 49 030).

Вид ключа в Цзиньвэнь
Вид ключа в большой печати Чжуаньшу
Вид ключа в малой печати Чжуаньшу

## Примеры иероглифов
| Доп. черты | Иероглифы |
| ---------- | --------- |
| 0          | 音        |
| 4          | 韴 韵     |
| 5          | 韶 韷     |
| 7          | 韸        |
| 9          | 韹 韺     |
| 10         | 韻 韼     |
| 11         | 韽 韾     |
| 13         | 響        |
| 14         | 頀        |

- Примечание: Ваш браузер может отображать иероглифы неправильно.